# Alan Charlton
Alan Charlton (né en 1948 à Sheffield, Angleterre) est un artiste conceptuel britannique. Il vit et travaille à Londres.

## Style
Les caractéristiques constitutives du travail de Charlton, telles que l'utilisation du gris et la définition de la géométrie des formes, sont résumées dans l'énoncé : « Je suis un artiste qui fait de la peinture grise ». Parlant de son travail dans une interview, l'artiste explique : « Les peintures sont toujours faites de la même manière. La taille est de 4,5 cm, la toile est toujours du même type de coton et la couleur est toujours grise. Avec ces éléments, qui restent toujours inchangés, j'essaie de créer des œuvres différentes ».

## Œuvres

### 7 Part Line Painting
L'œuvre, conservée au musée d'Arts de Nantes et réalisée en 1982, comprend 7 panneaux en différentes tonalités de gris, peints en fine couche uniforme d'acrylique. Ces linteaux jouent avec le blanc du mur du musée, qui devient ainsi un élément de l'œuvre, et soulignant ainsi l'échelle, les lignes et la simplicité géométrique de la peinture.
L'historien de l'art Guy Tosatto souligne que l'intérêt de l'œuvre est dans sa capacité à nous émouvoir par le silence et rapproche sa composition avec les paysages industriels de l'enfance de Charlton.